# Глибокий Південь

Темно-червоний колір позначає штати, які утворюють Глибокий Південь. Прилеглі райони Східного Техасу, Північної Флориди та Північно-західній Флориди також вважаються частиною цього регіону. Історично склалося, що саме ці 7 штатів утворили Конфедеративні Штати Америки

Глибокий або Далекий Південь (англ. Deep South) — позначення географічних і культурних регіонів на півдні США. Історично склалося, що він відрізняється від «Верхнього півдня» як штати, які найбільше залежали від плантаційного типу сільського господарства в період Громадянської війни в США. Глибокий Південь також називають Нижній Південь (англ. Lower South) або Бавовняні штати (англ. Cotton States) .
У першу чергу термін відноситься до штатів Алабама, Джорджія, Луїзіана, Міссісіпі та Південна Кароліна. У меншій мірі це відноситься до Техасу, Флориди і Теннессі.